# TOKYO GIANTS TOWN
TOKYO GIANTS TOWN（トウキョウ・ジャイアンツ・タウン）は、東京都稲城市にあるスポーツエンターテイメント施設で、読売新聞東京本社・読売巨人軍・(株)よみうりランドの3社により開発されている。運営会社は東京ジャイアンツタウン・マネジメントカンパニー（株式会社よみうりランド内）。
読売ジャイアンツが2025年3月から運用を開始した2軍球場として利用している「ジャイアンツタウンスタジアム」と、(株)よみうりランドが運営する水族館などの施設を合わせた総称で、野球場・水族館一体型施設として建設・営業する。
従来からの読売ジャイアンツ球場は別の施設であり、直線距離で600mほど離れている。

## 概要
ジャイアンツの2・3軍は長年にわたり、よみうりランドにある読売ジャイアンツ球場（川崎市多摩区）で試合・練習を行ってきたが、2016年10月、稲城市矢野口の市有地約41,900m2の土地を、南山東部土地区画整理組合から購入し、新たな2軍専用の野球場を建設することになった。これによりシーズン期間中の旧・ジャイアンツ球場 (グラウンド)は主に三軍や調整・故障選手、女子チームが使用する。
当初の開業予定は2023年3月であったが、2023年1月に球場開発によみうりランドも携わることになり、球場のそばに水族館や飲食提供施設を併設するなどのアレンジを加え、よみうりランドなどとの一体整備を図り、スポーツとエンターテインメントの融合した街づくりを進めることになった。このため球場の完成も予定より2年延期され2025年3月、全体完成は2027年度を目指すことになった。
2024年11月、新球場の一般向け開業日が2025年3月1日となることが発表された。予定通り2025年3月1日に開業し、セレモニーでは都知事および周辺地域7市長などのほか、各軍監督と女子チーム主将・U15ジュニアユース代表者、また、堀内恒夫・原辰徳・高橋由伸の巨人の監督経験者が来場し始球式を行った。
アマチュア野球にも施設貸し出しを行うことで、都市部の慢性的な球場不足を補い、プロ選手と同じ環境で試合開催をできるようにしている。

### タウン全体の情報
- 野球場
- 水族館
- 飲食施設
- 駐車場（普通車　約120台）

コンコースで球場スタンドおよび水族館を一周でき、都/県道124号上の歩道橋により飲食施設や駐車場と結ぶ予定。

## 球場の情報

### 球場概要
- 工事期間：2023年7月着工、2024年12月竣工[7]
- 球場名：ジャイアンツタウンスタジアム（NPB略称「Gタウン」）[8]
- 敷地面積：35,131m2・建築面積：5,300m2
建物全体の延べ面積：7,670m2
- 地上3階建て、鉄筋コンクリート造 一部鉄骨造
- グラウンド：両翼100m、中堅122m（左・右中間のフェンスは、ホームベースからの距離(膨らみ角度)が東京ドームとほぼ同じ[映像 1][映像 2]）
  - 人工芝 (住ゴム産業の施工・メンテナンス技術等と併せた住友ゴム工業の人工芝システム)
(上層から)芝・充填材・目砂まで：「Hibrid-Turf XP-mono」・充填材「Palmfill」(ココヤシが原料)・目砂 (粒度調整特殊硅砂)[9]
アンダーパッド：環境配慮型「S-PAD」(リサイクルポリエチレン)[10]
人工芝専用の透水性アスファルト
- 照明塔：LED 6基（最高位置：55m、塔根本部分には打球を下から照射する投光器を設置。Musco Lighting Japan製）[11][12][13]
- ビジョン：LEDフルビジョン（ダクトロニクス製）[14][12]
- 音響システム：（電音エンジニアリング製）[12][15]
- 収容人数（席数）：約2,900席 (今後の配置変更など,増/減席により変更可能性あり)[8][14]
- 室内練習場（ライト側。2階に観覧用キャットウォークあり）
- サブグラウンド：1塁側ベンチ・スタンドの後方　4,800m2（全面人工芝で、外野はライト側が切れている。）
- 他の機能
  - 球団グッズショップ
  - スタンド内飲食店
    - G×DOMDOM (ドムドムハンバーガーの新業態。定休日あり、二軍試合日以外にも営業予定)[16]
    - [期間限定出店] らーめん山頭火 (球場開業日から5月6日まで出店。プロ試合日・イベント開催時に営業予定)[17]

  - グランド小池商店 - かつて巨人軍多摩川グラウンドそばにあった同名のおでん屋を再現した施設。同店内にあった選手の写真やサインなどを掲示している[18]。
  - エレベーター1基
  - トイレ：2階コンコース-内野側 2か所・室内練習場側 1か所・バリアフリー-3塁側 1か所、3階-1か所[19][映像 3]
  - ベビールーム(1塁側、専用給湯設備あり)[20][映像 3]

#### 球場・詳細
- 米・マイナーチームの球場を参考にし、イメージとしてV9などの20世紀の黄金時代を築いたジャイアンツのかつての2軍の球場であった「巨人軍多摩川グラウンド（現・多摩川緑地広場硬式野球場）」の練習風景や雰囲気を再現したものを目指し、座席配置の列数・奥行を狭くするなどファンが選手により近く感じられるようなコンパクトなスタンドにした。コンコースは球場および水族館と付帯施設を一周できるように配置した。また室内練習場の2階中央部分にはガラス越しで練習観覧ができるキャットウォークを貫通配置。
- 人工芝にはロングパイル 扁平型ヤーンの「Hibrid-Turf XP-mono」および「S-PAD」と[9][10]、ココヤシを原材料としている充填剤「Palmfill」を配置。この充填剤はプロ野球の専用フィールド全面設置として国内初の採用となった。保水機能があり散水などで水を含んでいる場合には従来よりも表面温度の上昇が軽減され、土に似た感触で選手の負担軽減やパフォーマンスに配慮したものとなっている。採用製品は2019年から住友ゴム工業・住ゴム産業・球団で試験を行い（前述の温度対策や選手の負担を主眼に）開発された[11][21][22][23]。
- 内野側からの照明は選手の目線に入りづらい高さ55ｍ付近の防球ネットポール間に設置 (外野側照明の高さはやや低い位置)。また下から照射する投光器を設置したことで打球が夜空に消えにくくする狙いがある[映像 3]。春季キャンプ使用球場で周辺環境による制限の多い沖縄セルラースタジアムにも採用されているMLJ製の照明を導入し、電音エンジニアリング製の音響システムと併せて、従来よりも音響や照明が周辺住宅地などへ漏れにくいかという点に主眼を置き採用した[12]。
- スタンドにはテラス席のほか外野にレフト芝生席やライト立見席があり両側にエキサイトシートもある。バックネット裏指定席(最上段)には関係者専用のテーブル付き座席を設置し、電子機器の閲覧や筆記を行いやすくした[映像 3]。
- イースタン・リーグの巨人主管試合・練習のほか地元のアマチュア野球やソフトボールの試合、少年少女向けの野球教室「ジャイアンツアカデミー」の会場などとしても活用する予定[24][映像 4]。また野球の試合観戦・練習見学だけでなく、市民が憩いの場として利用できるようにする。
- サブグラウンドは練習だけでなく周辺の幼稚園・保育園の散歩ルートや運動会など、地域イベントなどの開催を通して、コミュニティづくりの場としても活用する。
- 新球場完成後も既存のジャイアンツ球場は残るが、新球場完成後は3軍の練習・試合会場としての利用を想定しており、不定期で2軍の試合にも使用するため、既存のジャイアンツ球場（外野天然芝）と特徴が異なる2つのグラウンドを活用することになる。
- 建設に関する記念・祈願行事の一環で、マウンド下の土壌内には4球のサイン入りボールがケースごと埋納されている[映像 5][注 2]。

#### プロ野球開催時の座席と席種
プロ野球二軍公式戦開催時の料金は大人・中学生以下に分かれ、平日・土日祝または特別試合などにより異なる。
バックネット裏
- [C] バックネット裏指定席 フージャースシート (一部座席は屋根なし)

1塁側
- [G] エキサイトシート (安全確保のため未就学児は不可)
- 2階席内野
[A・B] 指定A、指定Aカウンター、指定A車いす(付添1名迄同額)、指定B、指定Bカウンター、指定B車いす(付添2名迄)
- 3階席内野
[K・L] 指定、自由

3塁側
- [F] エキサイトシート (安全確保のため未就学児は不可)
- 2階席内野
[D・E] 指定A、指定Aカウンター、指定A車いす(付添1名迄同額)、指定B、指定Bカウンター、指定B車いす(付添2名迄)

外野
- ライト側 カウンター立ち見指定、車いす(付添1名迄同額)
- レフト側 芝生エリア

## スタジアム使用（野球）
球団公式練習の初使用日は2025年1月14日の新人合同自主トレ。試合関連機器等の試験運用は2月22日のU15ジュニアユース対女子チーム戦にて関係者のみの非公開で行った。

### プロ野球

#### 開業記念試合
TOKYO UNITE対決
3月1日・2日に対ヤクルト戦を開催した。
巨人・阪神 新ファーム球場同時開業記念試合
阪神2軍新球場（日鉄鋼板SGLスタジアム尼崎）の同時開業を記念した共同企画により、3月8日・9日に阪神2軍をビジターに迎え記念試合を開催した。

#### イースタン・リーグ公式戦 初使用
3月15日の楽天戦がイースタン・リーグ公式戦初使用となった。

### アマチュア野球

#### 大学野球
- 2025年度 首都大学野球リーグ1部・春季  開会式および開幕第1週の6試合 (4月5日-6日)[31][32]
- 2025年度 東都大学野球1部・春季1カード (5月10日-11日)[33]秋季開幕カード（9月16–18日）

#### 高校野球
- 全国高等学校野球選手権東東京大会・西東京大会 (大会の1会場として主に両大会の2・3回戦で使用)[34]

#### 中学硬式野球
- ボーイズリーグ 東日本ブロック 東京西支部

2025年 東日本ブロック夏季3大会 / 全日本中学野球選手権大会 ジャイアンツカップ予選 東京西支部代表決定大会

#### 女子硬式野球
- ヴィーナスリーグ（16試合を予定）
  - リポビタン杯争奪プレミア
  - 報知新聞社杯
  - ジャイアンツ杯 グループA/B

#### ソフトボール
- JD.LEAGUE ダイヤモンドシリーズ

## 水族館
球場の外野左中間後方に建設している内陸型水族館。よみうりランドではかつて魚類や哺乳類などの飼育・展示経験がある (詳細は「よみうりランド#営業を終了した施設」へ)。
この施設では持続可能な開発目標(SDGs)への貢献を目指し、「生き物が主役。生き物の世界を人が訪れ、同じ時間を過ごす」をテーマとしている。大自然の海中環境を多摩丘陵に人工海水で再現し、大型水槽をヒトが歩ける水中回廊や、アシカなどの生態が間近で楽しめる観察ゾーンなどを設けるほか、企画展示ホールを設けて、多摩川水系の展示を通して地元の環境保全にも尽力し、学校や地域の子供たちにも自然や命について考える場を作る。さらに最新の水処理設備を整え、二酸化炭素(Co2)の削減など地球環境にも配慮している。

### 建設概要
- 起工：2025年1月23日[36][37]
- 地下1階・地上3階建て、鉄筋コンクリート造
- 施設面積：9,874m2（延床面積と屋外展示面積の総計）
- 延床面積：7,678m2
- 総水量：2,000t（大水槽水量：1,300t）
- 完成予定：2027年

## アクセス・公共交通・駐車場

### 徒歩・交通機関
- 京王相模原線・京王よみうりランド駅下車徒歩18分。稲城駅下車徒歩15分。小田急小田原線・読売ランド前駅下車徒歩22分。
- 京王よみうりランド駅から徒歩の場合、ランド坂トンネル手前に設置された専用階段を使用した場合は3分程度の短縮となる。
- 無料駐輪場は都道の本塁側裏手に配置されている。

公共交通機関・シャトルバス利用の場合
- シャトルバス：プロ試合開催日は、京王よみうりランド駅から無料シャトルバス運行
- 路線バス：いずれも小田急バス「東京ジャイアンツタウン」停留所[40]
  - 読01（登戸営業所、寺尾台団地または小田急小田原線・読売ランド前駅と京王よみうりランド駅を結ぶ）
  - 稲城市コミュニティバス「iバス」Dコース(梨)・Eコース(ぶどう)（新百合ヶ丘営業所、いずれも南武線・南多摩駅方面）

### 道路
高速道路(出口)・一般道
- 中央自動車道：稲城IC (東京方面) または 府中SIC (名古屋方面)を経由し稲城大橋入口交差点(都道19号)から約2.6km、または調布ICから約5.4km。
- 東名高速道路：東名川崎ICから約10km。

### 有料駐車場
- 入場には橋本方面または調布方面からの左折入庫のみとなる。
- 完全キャッシュレス精算システムで、現金は使用不可。
- プロ公式戦開催日は、駐車専用の前売り電子チケットのみで入場できる。
- その他のイベント等開催時などは後払い制で駐車できる。
- プロ試合やイベントがない場合には、G×DOMDOM利用で無料となる場合がある。